# Evangelista Alcimar Caldas Magalhães
Dom Frei Evangelista Alcimar Caldas Magalhães O.F.M.Cap. (Benjamin Constant, 2 de fevereiro de 1940 - Manaus, 20 de junho de 2021) foi frade capuchinho e bispo católico brasileiro, emérito da Diocese de Alto Solimões, a qual governou por 24 anos.

## Biografia
Nasceu em Igarapé de Ourique, município de Benjamin Constant, Amazonas, filho de Alzinda Caldas Magalhães e Cosme Alves Magalhães, nordestinos, trabalhadores de seringal.
Entrou no Seminário São José de Manaus aos treze anos de idade, em 1953, e, ao entrar na congregação franciscana da Ordem dos Frades Menores Capuchinhos, recebeu o nome de Frei Evangelista.
Fez os primeiros votos no convento de Paraníba, Piauí, e, em 1964, recebeu as ordens menores em Fortaleza, Ceará. Em seguida, viajou à Itália, onde concluiu o curso de Teologia e recebeu o presbiterado das mãos de Dom Adalberto Marzi, OFM Cap, titular da então Prelazia de Alto Solimões, em 9 de julho de 1967. Cantou sua primeira missa na tumba de São Frrancisco na Basílica de São Francisco de Assis, em Úmbria. Formou-se em Teologia Dogmática pela Pontifícia Universidade Lateranense e em Jornalismo pela Universidade Internacional Pro Deo, ambas em Roma.
De volta ao Brasil, foi designado pároco de São Paulo de Olivença, no Amazonas, e, pela década de 1970, assumiu cargos dentro da Ordem dos Capuchinhos em âmbito estadual e nacional.
Em 3 de setembro de 1981, o Papa João Paulo II nomeou Frei Evangelista para a vacante Diocese de Carolina, no Estado do Maranhão. Sua sagração episcopal ocorreu em 25 de outubro seguinte, em Manaus, na Igreja de Nossa Senhora Aparecida, tendo como celebrante o arcebispo Dom Milton Correia Pereira, auxiliado por Dom Adalberto Marzi e Dom Gutemberg Freire Régis, CSSR, incumbente da então Prelazia de Coari.
Esteve à frente daquela diocese por quase dez anos. Também colaborou com a vizinha Diocese de Grajaú, a qual pastoreou durante suas vacâncias. Entre 1983 a 1989, atuou na Pastoral da Juventude e da Pastoral da Comunicação no Regional Nordeste IV da CNBB, Maranhão e Piauí. E foi membro e vice-presidente nacional do Movimento de Educação de Base (MEB) e ajudou a criar a Diocese de Imperatriz.
Em 12 de setembro de 1990, foi designado para assumira Prelazia de Alto Solimões em substituição a Dom Adalberto Marzi, o qual renunciara em razão de sua idade, e tomou posse da mesma em 18 de novembro seguinte. Em 14 de agosto do ano posterior, Alto Solimões foi elevada à condição de diocese e Dom Evangelista, seu bispo titular.
Em 2002, organizou e executou em parceria com o Instituto de Proteção Ambiental do Amazonas o Programa de Zoneamento Ecológico, Econômico e Participativo na Microrregião do Alto Solimões.
Dom Alcimar desenvolveu seu episcopado em prol dos marginalizados urbanos, das comunidades ribeirinhas e indígenas. Após 24 anos de serviço, teve que renunciar por atingir a idade canônica, com solicitação atendida pelo Papa Francisco em 20 de maio de 2015. Cinco dias depois, deu posse a seu sucessor, Dom Adolfo Zon Pereira, SX, coadjutor que fora nomeado no ano anterior.

## Morte
Dom Alcimar morreu no manhã do dia 20 de junho de 2021, devido a uma parada cardíaca. Segundo informações da Conferência Nacional dos Bispos do Brasil (CNBB) - Regional Norte 1, ele estava internado para fazer uma cirurgia para desobstruir o canal da vesícula, quando teve a parada e não resistiu.